# Lynda Boyd
Lynda Boyd (ur. 28 stycznia 1965 w Vancouver, Kolumbia Brytyjska) – kanadyjska aktorka filmowa i telewizyjna.
Znana głównie z ról obok swojego ekranowego syna Jamesa Kirka w hollywoodzkich filmach: Oszukać przeznaczenie 2 (Final Destination 2, 2003) oraz Ona to on (She's The Man, 2006).
Jest laureatką dwóch nominacji do nagrody Gemini. Za rolę Natalie Laine w filmie Tony’ego Deana Smitha Reflection nominowano ją do nagrody Leo w 2005 roku.